# يانوش فاركاش
يانوش فاركاش (بالمجرية: Farkas János)‏ ، من مواليد 27 مارس 1942 ، لاعب كرة قدم هنغاري سابق.
لعب مع منتخب هنغاريا لكرة القدم.
توفي في 29 سبتمبر 1989.

## مسيرته الكروية
لعب يانوش فاركاش خلال مسيرته الاحترافية مع نادِ واحدٍ في أربعة عشر موسمًا وسجل خلالها 168 هدف ضمن 290 مباراة. ولم يفز بأي موسم بالكأس وفاز في أربعة مواسم بالدوري.
خاض يانوش فاركاش مسيرته مع نادي فاساس في موسم 1959–60 ليلعب معه أربعة عشر موسمًا، مشاركًا في 290 مباراة سجل خلالها 168 هدف.

## روابط خارجية
- يانوش فاركاش على موقع الاتحاد الدولي (مؤرشف)  (الإنجليزية)
- يانوش فاركاش على موقع الاتحاد الأوربي (الإنجليزية)
- يانوش فاركاش على موقع قاعدة بيانات كرة القدم.إي يو (الإنجليزية)
- يانوش فاركاش على موقع ناشيونال فوتبول تيمز (الإنجليزية)
- يانوش فاركاش على موقع عالم كرة القدم.نت (الإنجليزية)
- يانوش فاركاش على موقع أوليمبيديا (الإنجليزية)
- يانوش فاركاش على موقع اللجنة الأولمبية المجرية (الهنغارية)